# Ранковце (община)
Общи́на Ра́нковце (мак. Општина Ранковце) — община в Північній Македонії. Адміністративний центр — село Ранковце. Розташована в північно-східній частині Македонії Північно-Східного регіону з населенням 4 144 осіб, які проживають на площі  — 240,71 км².
Община межує з Сербією та з іншими общинами Македонії:
- зі сходу → община Крива Паланка;
- з півдня → община Кратово;
- із заходу → община Старо Нагоричане;
- з півночі → общиною Трговіште Пчиньського округу Республіки Сербія.

Етнічний склад общини (2002):
- македонці — 4 058 — 97,93%
- роми — 57 — 1,38%
- серби — 18 — 0,43%
- інші групи — 11 — 0,26%

## Населені пункти
| №  | Населений пункт | Населення, осіб (2002) |
| -- | --------------- | ---------------------- |
| 1  | Баратлія        | 39                     |
| 2  | Ветуниця        | 57                     |
| 3  | Вржогрнці       | 29                     |
| 4  | Герман          | 311                    |
| 5  | Гиновці         | 315                    |
| 6  | Гулинці         | 19                     |
| 7  | Кривий Камен    | 23                     |
| 8  | Любинці         | 164                    |
| 9  | Милутинце       | 72                     |
| 10 | Одрено          | 131                    |
| 11 | Опила           | 269                    |
| 12 | Отошниця        | 105                    |
| 13 | Пклиште         | 30                     |
| 14 | Петралиця       | 669                    |
| 15 | Псача           | 539                    |
| 16 | Радибуш         | 157                    |
| 17 | Ранковце        | 1192                   |
| 18 | Станча          | 23                     |

| Північна Македонія | Це незавершена стаття з географії Північної Македонії. Ви можете допомогти проєкту, виправивши або дописавши її. |